# اللقلق (قرية)
اللقلق أو اللگلگ قرية في قضاء العلَم في محافظة صلاح الدين في وسط شمال العراق، اللقلق اسم لمقاطعتين، الأولى مقاطعة اللقلق والسفاحية رقم 33 والأخرى مقاطعة أراضي العكوز واللقلق رقم 36، اللقلق مطلة على الساحل الشرقي من نهر دجلة، وحدودها من الشمال منطقة الفتحة الستراتيجية، ومن الشرق مقاطعة سياح الجبل أربيضة الشرقية، ومن الجنوب مقاطعة العكوز الجنوبية ومقاطعة البزيخة. اللقلق في الصوب الشرقي من دجلة ويقابلها قرية البو جواري في الصوب الغربي. وكان فيها خان اسمه خان اللقلق. مساحة مقاطعة اللقلق رقم 33 هي 4956 دونماً عراقياً، وفي سنة 2007 كان عدد سكانها هو 341 ساكناً، وكان عدد مساكنها 39 مسكناً، ومساحة مقاطعة العكوز واللقلق رقم 36 هي 17357 دونماً، وفي سنة 2007 كان عدد سكانها 365 ساكناً، وكان عدد مساكنها 41 مسكناً، يُزرع القمح في مقاطعة العكوز واللقلق رقم 36، وكانت مساحة أراضي زراعة القمح 60 دونماً عراقياً سنة 2020، يمر باللقلق طريق رئيس من مركز قضاء العلَم إلى الحويجة وكركوك، يتفرع من الطريق الرئيسي طريق ريفي يدخل في عمق مقاطعة اللقلق، أقرب مركز صحي إلى اللقلق اسمه بيت صحي جديدة وموقعه في مقاطعة البزيخة في جنوب اللقلق. ويجري وادي اللقلق من شمال قرية اللقلق متجهاً إلى الجنوب الشرقي. ذكر جون غوردون لوريمر في تقريره سنة 1910 الميلادية أنه مرّ بقرية مسوّرة اسمها أمُّ اللقلق، فيها 50 بيتاً من عرب العبيد، في الساحل الأيسر من دجلة، وبقابلها في الساحل الأيمن نقطة الشريمية، ويجاورها خان للمسافرين. وفي اللقلق تل وخان أثري من العهد الساساني والإسلامي.

## أنظر أيضا
- سمرة